# ويليام بينينغتون (رجل أعمال)
ويليام بينينغتون (بالإنجليزية: William Pennington)‏ هو شخصية أعمال أمريكي، ولد في 24 مارس 1923 في لبنان في الولايات المتحدة، وتوفي في 15 مايو 2011 في رينو في الولايات المتحدة بسبب مرض باركنسون.